# Méryptah (grand prêtre de Ptah)
Pour les articles homonymes, voir Méryptah.
Méryptah est un grand prêtre de Ptah de Memphis qui a vécu à la fin de la XVIIIe dynastie.

## Généalogie
Les documents retrouvés au nom du grand prêtre Méryptah ne précisent pas ses liens de filiation. Il se pourrait que cette omission soit volontaire soit que les origines du grand prêtre soient trop modestes pour être citées, soit qu'au contraire ses attaches familiales et son rôle soient si célèbres dans la région qu'il ait paru inutile de le préciser lorsque Méryptah accéda au pontificat.
On connaît en effet un Méryptah qui a occupé une place éminente dans le clergé memphite pendant cette période et notamment sous le règne d'Amenhotep III. Il s'agit de Méryptah le prophète et grand majordome du temple de Neb-Maât-Rê qui est uni à Ptah, fondation religieuse du roi à Memphis. 
Ce Méryptah appartient à une prestigieuse famille de la ville du dieu Ptah que l'on connaît grâce à une stèle familiale sur laquelle ses principaux membres apparaissent en ronde bosse avec leurs titres et fonctions. Cette stèle est conservée au Rijksmuseum van Oudheden de la ville de Leyde. 
Méryptah bien que seulement qualifié de ses titres de prophète et de majordome du temple d'Amenhotep III à Memphis, y porte pourtant le costume et les insignes caractéristiques du grand prêtre de Ptah que sont la peau de panthère, la natte accrochée à une perruque ronde et le grand pectoral spécifique du pontife memphite. 
Ce pectoral en métal ajouré doté à l'une de ses extrémités d'une figuration d'un dieu anthropomorphe à tête de chacal n'est qu'exclusivement porté par les pontifes memphites ce qui semble bien prouver le statut de Méryptah au sein de la hiérarchie cléricale du dieu memphite au moment de l'érection du monument dans lequel il apparaît.
À ses côtés on reconnaît son père le vizir Thoutmôsis, sa mère la dame Taouy et son frère Ptahmose II qui a également été grand prêtre de Ptah. Ce monument dont Méryptah est le dédicant possède en outre la représentation d'un troisième grand prêtre de Ptah, Ptahmose III, fils de Menkhéper, qui est le seul personnage de la stèle à ne pas être qualifié de juste de voix, alors que les quatre autres personnages le sont tous ce qui indique leur statut de défunt au moment de l'érection de ce monument.
Ce sont ces derniers faits qui jettent le doute sur l'identification du Méryptah de la stèle de Leyde et du Méryptah connu pour être un grand prêtre de Ptah, car Ptahmose III est réputé avoir exercé son pontificat sous le règne d'Amenhotep III, et le Méryptah attesté en tant que grand prêtre de Ptah est considéré par les égyptologues comme ayant exercé sa charge à la fin du règne du même roi, voire dans les premières années de son successeur Akhenaton.
S'il s'agit du même personnage il faut donc accepter le fait que Méryptah ait vécu assez longtemps pour traverser les règnes concernés, qu’il ait gravi les échelons du sacerdoce memphite au service de son frère d'abord puis de son successeur direct au pontificat Ptahmose, troisième du nom, pour enfin lui succéder à cette fonction à l'extrême fin du règne d'Amenhotep III et dans les premières années de règne de l'un des souverains les plus énigmatiques de la dynastie, le futur Akhenaton.

## Carrière
Fait intéressant qui milite en faveur de cette identification, le Méryptah de Leyde possède des titres qui ont été également portés par son frère, le grand prêtre Ptahmose II. On citera notamment ceux de Yeux du roi en Haute-Égypte et oreilles du roi en Basse-Égypte, titres qui le distinguent comme messager du roi dans tout le pays. Il serait alors l'un des quatre pontifes memphites du Nouvel Empire à occuper cette fonction prestigieuse parmi lesquels on compte deux vizirs de Ramsès II. 
Quoi qu'il en soit, on possède au nom de Méryptah le grand prêtre un certain nombre de documents qui nous livrent ses principaux titres et les fonctions qu'il a exercées durant son pontificat.
Outre ceux classiques rattachés aux grands prêtres de Ptah de la XVIIIe dynastie, Méryptah assumait des fonctions religieuses importantes telles que celles de :
- prêtre-sem, un des principaux titres du grand pontife memphite et dont la fonction était essentielle dans les rites religieux et funéraires de l’Égypte antique. À ce titre il était notamment chargé de l'ouverture de la bouche, rituel très important permettant aux statues divines, tout comme aux statues des rois et particuliers, ainsi qu'à leurs momies de recouvrer les cinq sens et ainsi de devenir le réceptacle de l'âme de l'individu auquel il était consacré ;
- grand des chefs des artisans, premier et principal titre qui le désigne en tant que grand prêtre de Ptah. À la tête du clergé du dieu Ptah, il était également le premier des artisans du royaume chargé plus spécifiquement de superviser et d'exécuter les principales commandes artistiques des temples et des monuments royaux ;
- celui qui rajeunit la poitrine de Celui qui est au sud de son mur, titre qui le désigne comme étant le prêtre ritualiste qui était chargé de renouveler la parure de la statue du dieu Ptah abritée dans son naos au plus profond de son sanctuaire ;
- celui qui connaît les choses sacrées du ciel, de la terre et du monde souterrain dans Héliopolis et dans Hout-ka-Ptah. Ce titre désigne le rôle éminemment religieux de Méryptah à son époque, car il fait de lui l'un des principaux prêtres pouvant officier dans les deux grandes capitales religieuses du pays et le relie au clergé du dieu d'Héliopolis.

Il possédait également des titres civils dont certains sont peu communs pour cette époque. Une statue conservée au Musée du Louvre le décrit en effet comme :
- noble, précisant peut être ses origines aristocratiques, à moins que ce ne soit un titre honorifique ;
- gouverneur d’une ville qu’il ne cite pas mais qui est certainement Memphis ;
- Trésorier du roi de Basse Égypte, fonction qu’il hérite de ses prédécesseurs et qui le place à la tête de l’administration des finances, faisant de Méryptah le ministre des finances royales ;
- peson exact des Trente, titre qui le place en tête d’un groupe de trente juges qui accompagnaient le souverain lors de ses déplacements.

De ces quatre titres qui viennent confirmer sa place éminente dans le gouvernement de Pharaon, titres liés à des fonctions civiles importantes, trois d’entre eux se retrouvent chez d’autres grands prêtres memphites de cette époque, tandis que le dernier désigne Méryptah comme l’un des grands juges du royaume, fonction qui était directement supervisée par le vizir. 
Diodore de Sicile cite cette institution dans sa Bibliothèque historique. Dans la partie concernant l'Égypte, il y décrit le système judiciaire dont la cour des trente juges, divisée en trois groupes de dix juges choisis dans les trois principales cités du pays que sont Thèbes, Héliopolis et Memphis.
Il est possible que le titre de Méryptah désigne le président de cette assemblée de sages qui étaient chargés de délibérer et de rendre un jugement sur les affaires judiciaires du royaume. 
Méryptah est en tout cas le seul grand prêtre de Ptah du Nouvel Empire à occuper cette responsabilité qui le plaçait probablement en collègue direct des vizirs qui étaient à la tête de l'administration judiciaire, véritable ministère de la justice réparti en deux administrations gouvernant la Haute et la Basse-Égypte.
Au Nouvel Empire il existait deux vizirs dont l'un siégeait à Memphis et l'autre à Thèbes ; Méryptah en tant que membre de la cour des Trente devait ainsi être en lien direct avec les deux ministres selon les déplacements du roi.
Enfin, quelques trouvailles thébaines pourraient compléter ce puzzle. Il existe notamment une impression sur brique retrouvée remployée sur le site de Médinet Habou à Louxor. S'apparentant aux impressions des cônes funéraires bien connus au Nouvel Empire il s'agit de l'empreinte d'un grand sceau circulaire au nom d'un Méryptah et dont le texte indique :

« L'honoré auprès d'Osiris, le prêtre Sem dans le domaine de Ptah, le grand des chefs des artisans dans l'Héliopolis du Sud, le prophète dans le domaine de Seth, Méryptah, juste de voix »

On y reconnait les deux principaux titres du grand prêtre et Méryptah aurait donc aussi assuré son rôle à Thèbes. Il serait également le prêtre de Seth dans un des temples du dieu. 
En plus de cette impression sur brique, ce Méryptah est également attesté sur des étiquettes de jarres à vin retrouvées dans les ruines du palais de Malqata sur lesquelles outre ses titres de grand prêtre de Ptah, il est également qualifié d'intendant et de prêtre dans temple de Nebmaâtrê, titres qui rappellent ceux de la stèle de Leyde.
Il est fort possible que Méryptah grand prêtre de Ptah de Memphis ait accompagné le roi dans ses déplacements fréquents dans la capitale du sud qui reste le lieu de prédilection du règne de ce grand pharaon. En plus en tant que membre de la cour des Trente l'étendue de son rôle le lui permet, mais également au titre de son rang religieux de grand des chefs des artisans. 
En effet, Amenhotep III est le premier pharaon à fonder un sanctuaire de Ptah-Sokar dans son temple des millions d'années, fondation cultuelle et funéraire, dont les célèbres colosses de Memnon sont les vestiges les plus remarquables à ce jour. 
Au cours de son règne le roi a largement développé les cultes de tous les dieux du pays et a notamment accordé à ceux de la capitale memphite une certaine importance, en témoignent sa fondation memphite et notamment les nombreuses statues de Sekhmet qui ornaient son temple funéraire thébain. Un grand nombre de ces statues impressionnantes continuent à être mises au jour au cours des fouilles récentes qui ont repris sur le site depuis une dizaine d'années. Nul doute qu'en tant que grand chef des artisans Méryptah ait donc participé à ce gigantesque programme architectural et artistique.
Mais cette identification poserait le problème d'une inscription funéraire thébaine au nom du grand prêtre et dans ce cas aussi il n'est pas assuré qu'il s'agisse du même Méryptah. En revanche, l'inscription de cette brique ne suffit à assurer qu'il ait été enterré à Thèbes car il n'est pas certain qu'il s'agisse d'un véritable cône funéraire destiné à orner une tombe et pour le moment cette pièce reste unique, là où normalement lorsqu'il s'agit de cônes funéraires indiquant la présence d'un tombeau, on en retrouve plusieurs d'exemplaires. Il se peut donc qu'il s'agisse d'une simple impression sur brique témoignant de l'intervention du grand pontife memphite qui aurait ainsi assumé ces mêmes fonctions à Thèbes même.
De plus, la précision donnée au principal titre de ce grand prêtre Méryptah de Thèbes qui pourrait indiquer qu'il n'a exercé que dans la capitale du sud, notamment dans le temple de Ptah de Karnak resterait inédite pour l'époque et serait problématique, car il n'est pas prouvé qu'il y ait eu deux grands prêtres de Ptah au Nouvel Empire,. 
L'absence pour le moment d'autres documents au nom du grand prêtre Méryptah ne permet pas d'en connaître davantage sur sa carrière. Tout au plus si l'on suit toujours l'identification avec le Méryptah de la stèle de Leyde peut-on dire qu'il l'a débutée à un grade déjà élevé en tant que premier prêtre du dieu Ptah du temple d'Amenhotep III, fondation principale du règne à Memphis. En l'identifiant au Méryptah thébain, il aurait donc suivi son roi à Thèbes notamment dans la dernière partie de son règne et aurait activement participé à la fondation du culte de Sokaris dans la capitale du sud. 
Puis, si l'on suit l'avis des spécialistes, il aurait poursuivi sa carrière sous le règne d'Akhenaton avant que celui-ci n'engage sa réforme religieuse.
Le successeur de Méryptah au pontificat memphite, après une probable césure pendant l'expérience amarnienne, serait donc Ptahemhat Ty.

## Sépulture
L’emplacement du tombeau de Méryptah est perdu et il faut certainement le rechercher à Saqqarah dans la partie de la nécropole où ont été mises au jour de nombreuses tombes de dignitaires contemporains du grand prêtre. Les monuments qui proviennent de celle du grand prêtre sont exposés dans différents musées du monde.
On citera notamment ses vases canopes dont trois sont conservés aujourd’hui au Louvre et le quatrième au musée d'Amiens. 
Le Louvre conserve aussi une de ses statues qui ornait probablement la cour de la chapelle de la tombe qu’il s’était fait édifier. Seule la partie inférieure de cette sculpture est conservée. C'est cette statue fragmentaire qui nous a livré une partie des titres du grand prêtre.
Une table d’offrande funéraire à son nom et provenant également de cette même chapelle est exposée au Musée égyptien de Berlin. Cette table est encadrée par deux bandes d'inscriptions hiéroglyphiques qui se rejoignent. Dans l'une Méryptah y est cité dans sa fonction de prêtre-sem, dans l'autre dans celle de grand des chefs des artisans.
Enfin un bas-relief qui ornait certainement l’un des murs de cette tombe-chapelle est conservé au musée de Karlsruhe.